# Bicyclus evadne
Bicyclus evadne är en fjärilsart som beskrevs av Pieter Cramer 1782. Bicyclus evadne ingår i släktet Bicyclus och familjen praktfjärilar. IUCN kategoriserar arten globalt som livskraftig. Inga underarter finns listade i Catalogue of Life.

## Bildgalleri

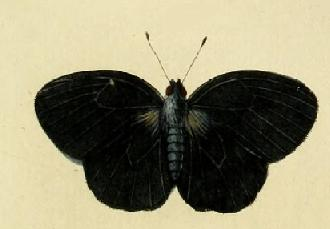
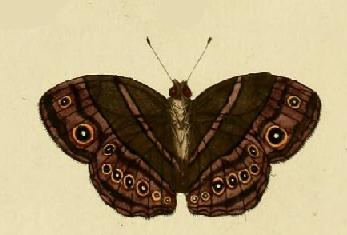
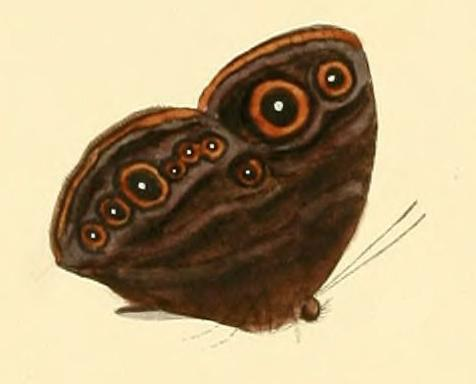
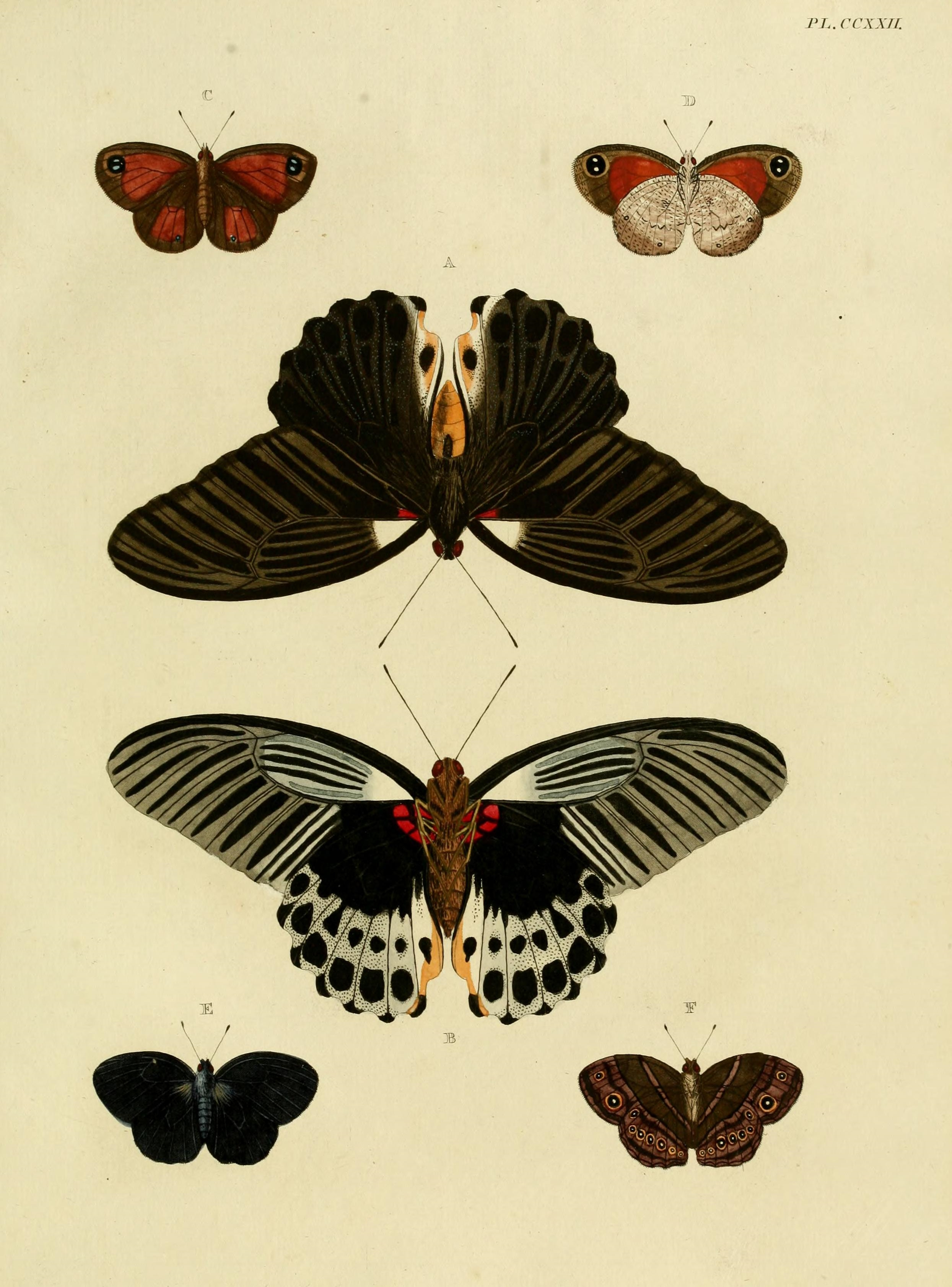
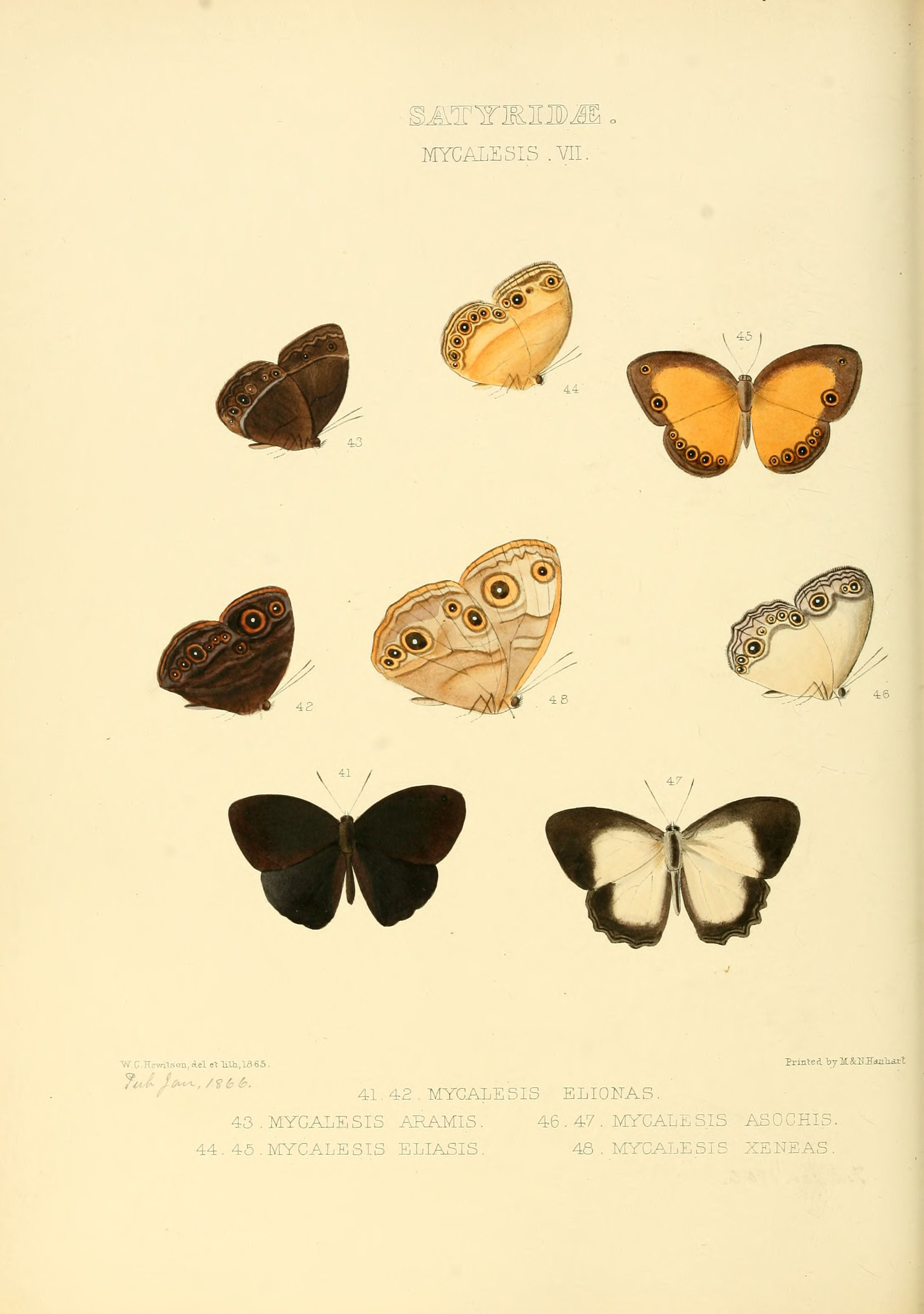
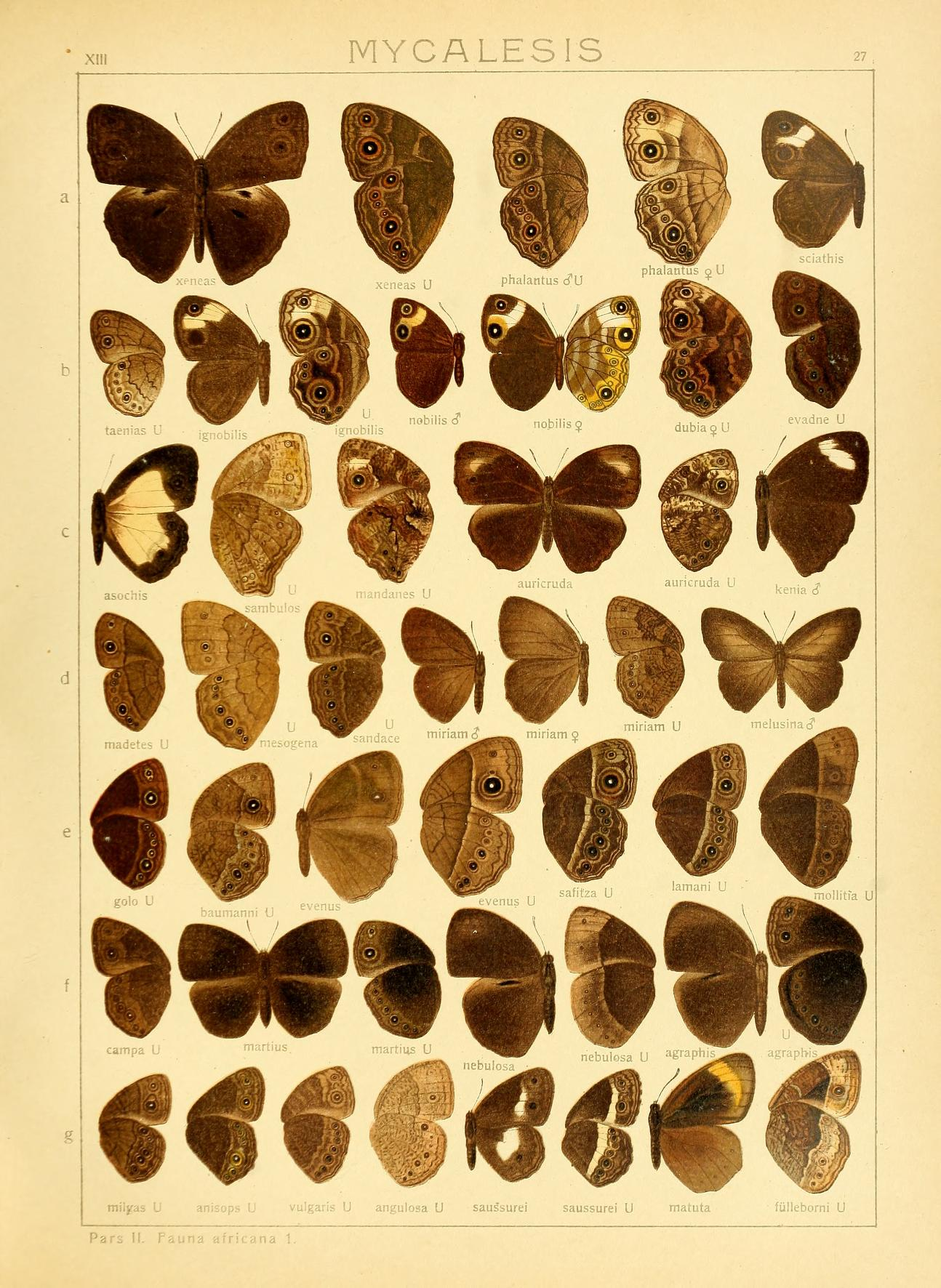